# شاخک‌بلندیان
سوسک‌های شاخک‌بلندیان (نام علمی: Cerambycinae) نام یک زیرخانواده از تیره سوسک‌های شاخک‌بلند است.